# Berthold Wald
Berthold Wald (* 13. April 1952 in Wipperfürth) ist ein deutscher Philosoph und Professor Emeritus für Systematische Philosophie.

## Leben
Berthold Wald studierte Philosophie, Germanistik, Pädagogik sowie Katholische Theologie an der Albert-Ludwigs-Universität Freiburg und Westfälische Wilhelms-Universität Münster. In Freiburg trat er dem katholischen Studentenverein K.St.V. Brisgovia im KV bei. Wald wurde 1986 an der Westfälischen Wilhelms-Universität Münster zum Doktor der Philosophie promoviert. Von 1986 bis 1992 arbeitete er als Hochschulassistent, von 1992 bis 1998 als Lehrbeauftragter am Philosophischen Seminar der Universität Münster. 1996 hatte er eine Gastprofessur an der Päpstlichen Lateranuniversität in Rom inne. 2002 habilitierte er sich.
2002 folgte er dem Ruf auf die Professur für Systematische Philosophie an der Theologischen Fakultät Paderborn, die er bis 2018 innehatte. Von 2009 bis 2011 war er Rektor der Theologischen Fakultät Paderborn.
Berthold Wald hat drei Kinder aus erster Ehe (1982 bis 2001). Verwitwet heiratete Wald 2013 erneut.

## Wirken
Wald ist unter anderem Mitglied der Görres-Gesellschaft (1987) und der Société Internationale pour l’Étude de la Philosophie Médiévale (1992). Er ist seit 1995 Mitglied der Deutschen Gesellschaft für Philosophie und wurde 2002 in die Deutsche Gesellschaft für Religionsphilosophie und die Gesellschaft für antike Philosophie aufgenommen. Seit 2000 ist er Beiratsmitglied der Josef-Pieper-Stiftung.
Er hat zahlreiche wissenschaftliche Arbeiten und Aufsätze veröffentlicht und ist unter anderem Herausgeber der Religionsphilosophischen Schriften. Wald gilt als Experte für das Lebenswerk von Josef Pieper und ist Herausgeber des Gesamtwerkes von Josef Pieper in acht Bänden.
Im Dezember 2021 unterzeichnete Wald gemeinsam mit etwa 50 weiteren konservativen Katholiken die „Bethlehem-Erklärung“, in der man sich gegen die Covid-Impfungen aussprach.

## Schriften (Auswahl)

### Als Verfasser
- Genitrix Virtutum. Zum Wandel des aristotelischen Begriffs praktischer Vernunft. Thomas von Aquin – Johannes Duns Scotus – Wilhelm von Ockham – Martin Luther. (Phil. Diss.) Münster 1986, ISBN 3-88660-320-2.
- Person und Handlung bei Martin Luther. Weilheim 1993, ISBN 3-928273-09-4.
- Der Mensch als Person. Schwabenverlag, Ostfildern 1996.
- Philosophie im Studium der Theologie. Bonifatius Verlag, Paderborn 2001, ISBN 3-89710-188-2.
- Substantialität und Personalität: Philosophie der Person in Antike und Mittelalter. Paderborn 2005, ISBN 3-89785-170-9.
- Christliches Menschenbild. Zugänge zum Werk von Josef Pieper. Pneuma Verlag, München 2017, ISBN 978-3-942013-43-7.
- Ende des Lebens. Tod und Sterben heute. Bonifatius Verlag, Paderborn 2018, ISBN 978-3-89710-755-7.
- ‚Bonum est quod omnia appetunt‘. Zur transzendentalen Grundlegung des sittlichen Guten bei Thomas von Aquin. In: Ambo. Jahrbuch der Hochschule Heiligenkreuz 2020: Das Gute, Wahre und Schöne. Zur Aktualität der Lehre von den Transzendentalien. Be&Be Verlag, Heiligenkreuz 2020, ISBN 978-3-903602-11-3, S. 198–227.

### Als Herausgeber
- Luthers Theologie und Anthropologie im Spiegel seiner Biographie. Patrimonium-Verlag, Aachen 2015, ISBN 978-3-86417-044-7.
- Krise und Erneuerung der Kirche. Das Zweite Vatikanische Konzil. Bonifatius Verlag, Paderborn 2016, ISBN 978-3-89710-688-8.
- Wahrheit des Glaubens. Bonifatius Verlag, Paderborn 2017, ISBN 978-3-89710-703-8.